# موسوعة المملكة العربية السعودية
موسوعة المملكة العربية السعودية هي موسوعة شاملة تتضمّن معلومات عن مناطق ومدن وقرى المملكة العربية السعودية، صدرت في طبعتها الأولى في 1433هـ/ 2011م، وتتألف من 20 مجلداً عمل فيها أكثر من 250 أكاديمياً وباحثاً. وتهدف الموسوعة إلى توفير مادة علمية شاملة عن السعودية تعتمد على معلومات حديثة ودقيقة مدعمة بالصور والخرائط التوضيحية والبيانات الإحصائية، عن تاريخها وخصائصها، بالإضافة إلى معلومات شاملة عن مكانة السعودية وأهميتها، وتأسيسها وكيانها السياسي.

## تاريخ الموسوعة
- في 28 نوفمبر 2001م وافق خادم الحرمين الشريفين الملك عبد الله بن عبد العزيز آل سعود على إعداد المشروع الوطني العلمي التوثيقي «موسوعة المملكة العربية السعودية».[2][5][6]
- في ديسمبر 2011م دُشن الإصدار الأول من «موسوعة المملكة العربية السعودية» باللغة العربية في مقر مكتبة الملك عبدرالعزيز العامة في العاصمة الرياض.[7][8]
- في أبريل 2013م دُشنت بوابة موسوعة المملكة العربية السعودية على شبكة الإنترنت.[9]
- في عام 2017م أصدرت مكتبة الملك عبد العزيز العامة نسخة موجزة من الموسوعة للناشئة والفتيان في 9 مجلدات.[10] وتستهدف هذه النسخة الصغار من عمر 9 - 15 سنة.[11]
- في ديسمبر 2021م وقعت هيئة الأدب والنشر والترجمة اتفاقية تعاون مع مكتبة الملك عبد العزيز العامة، لتطوير وإثراء محتوى مشروع «موسوعة المملكة العربية السعودية».[12]

## محتوى الموسوعة
- يحتوي كل مجلد من الموسوعة على معلوماتٍ عن كلّ منطقة في موضوعات: الخصائص الجغرافية، التطور التاريخي، الآثار والمواقع التاريخية، الأنماط الاجتماعية والعادات والتقاليد، الحركة الثقافية، الخدمات والمرافق التنموية، الاقتصاد والثروات الطبيعية، الحياة الفطرية، السياحة والتنزُّه.[2]
- تتيح بوابة موسوعة المملكة العربية السعودية" على شبكة الإنترنت أكثر من 10 آلاف صورة فوتوغرافية التقطت لدعم محتويات الموسوعة من المعلومات والبيانات بواسطة نخبة مختارة من أفضل المصورين السعوديين.
- تحتوي بوابة الموسوعة على أكثر من 160 خريطة وعدد كبير من الرسوم البيانية والتوضيحية الموثقة والمعتمدة.[13]
- تضمن المجلد الأول مدخلاً عاماً عن المملكة العربية السعودية وأهميتها ومكانتها وأنظمة الدولة، والخصائص الجغرافية، والآثار والمواقع التاريخية، والتطور التاريخي، والأنماط الاجتماعية والعادات والتقاليد، وتناولت المجلدات التالية مناطق السعودية: منطقة مكة المكرمة في مجلدين، وكذلك المدينة المنورة والرياض والمنطقة الشرقية، كل منطقة منها في مجلدين، كما تناولت الموسوعة مناطق عسير وجازان والقصيم وتبوك وحائل، ونجران والباحة والجوف والحدود، في مجلد واحد لكل منطقة، ثم تضمن المجلد الـ19 والـ20 فهارس الموسوعة.[1]